# Tadeusz Łopatkiewicz
Tadeusz Łopatkiewicz (ur. 18 kwietnia 1958 w Krośnie) – polski etnograf, doktor nauk humanistycznych w zakresie nauk o sztuce, zabytkoznawca, regionalista, autor i współautor kilkunastu książek i kilkudziesięciu artykułów z zakresu etnografii Karpat, inwentaryzacji i ochrony zabytków, historii sztuki i przeszłości konserwatorstwa polskiego – w czasopismach naukowych, a także „Polityce”, „Nowych Książkach”, „Naszym Słowie”, „Podkarpaciu”, „Forum Akademickim” oraz „Windows Security Magazine”, „IT FAQ”, „IT Security Magazine” (informatyka i praktyczne zastosowania IT).

## Życiorys
Absolwent LO im. M. Kopernika w Krośnie (1977) i Uniwersytetu im. A. Mickiewicza w Poznaniu – studia dzienne z etnografii, ukończone z wyróżnieniem (1982). Doktorat na Wydziale Historycznym Uniwersytetu Jagiellońskiego, w Instytucie Historii Sztuki UJ (promotor prof. dr hab. Adam Małkiewicz, 2006).
Pracownik Biura Badań i Dokumentacji Zabytków w Krośnie (1981–1990), Państwowej Służby Ochrony Zabytków Oddz. Wojew. w Krośnie (z-ca Wojew. Konserwatora Zabytków 1991–1998). Później administrator sieci komputerowej i kierownik Działu Systemów Sieciowych w Rafinerii Nafty JEDLICZE S.A. (1998–2002) oraz RAF-Bit Sp. z o.o. (od 2002–2014). Wykładowca Państwowej Wyższej Szkoły Zawodowej w Krośnie. Sekretarz Wydawnictwa Naukowego PIGONIANUM Państwowej Akademii Nauk Stosowanych w Krośnie. Prezes Zarządu Głównego Stowarzyszenia Miłośników Ziemi Krośnieńskiej (2017-2025).
Członek Polskiego Towarzystwa Ludoznawczego (od 1980), Stowarzyszenia Miłośników Ziemi Krośnieńskiej (od 1974, od 1993 – członek Zarządu Głównego, 2011 – Członek Honorowy, 2011–2017 – I Wiceprezes, 2017 – Prezes), Stowarzyszenia Historyków Sztuki (Oddział rzeszowski), Krośnieńskiego Towarzystwa Fotograficznego (wiceprezes 1985–1993). Członek kolegiów redakcyjnych miesięczników „Windows Security Magazine” oraz „IT-FAQ” (2001–2005). Członek Rady Programowej rocznika „Almanach Muszyny”. Posiadacz tytułu Microsoft Most Valuable Professional, który otrzymał jako dziewiąty z kolei informatyk w Polsce (2004, powtórnie 2005).
Autor i współautor szeregu projektów badawczych, prac dokumentacyjnych i realizacji z zakresu konserwacji i ochrony zabytków, głównie sakralnego budownictwa drewnianego, w tym kilku kościołów z Listy światowego dziedzictwa UNESCO. Juror w dziesiątkach różnego rodzaju konkursów i przeglądów folklorystycznych (od 1983). Redaktor naukowy i techniczny oraz autor projektów graficznych szeregu książek i wydawnictw albumowych. Redaktor odpowiedzialny i webmaster witryny Stowarzyszenia Miłośników Ziemi Krośnieńskiej (od 2009).
Współautor (wraz z Piotrem Łopatkiewiczem) krytycznego wydania drukiem pozostających w rękopisie inwentarzy zabytków Stanisława Tomkowicza (1850-1933) – pięciu tomów obejmujących powiaty: jasielski, krośnieński, nowosądecki i limanowski, opublikowanych przez Muzeum Narodowe w Krakowie w latach 2001-2008. Współautor (wraz z Piotrem Łopatkiewiczem) krytycznego wydania drukiem czterech szkicowników Stanisława Wyspiańskiego z naukowo-artystycznych wycieczek uczniów krakowskiej Szkoły Sztuk Pięknych z prof. Władysławem Łuszczkiewiczem – trzy tomy opublikowane przez Muzeum Narodowe w Krakowie (2018-2021)
 .

## Wybrane publikacje
Książki:
- Мала сакральна архітектура на Лемківщині, (The Small Sacral Architecture in Lemkivshchyna), Nowy Jork 1993, ss. 490, wyd. The Lemko Research Foundation New York, Library of Congress Catalog Card Number: 93-78882 (współautor – Małgorzata Łopatkiewicz).
- Z Lendaku i Maniów. Chłopskie listy z końca XIX wieku, pod red. A. Kroha, Żarnowiec 1997, ss. 278, wyd. Muzeum Marii Konopnickiej w Żarnowcu, ISBN 83-906236-1-7.
- Stanisława Tomkowicza Inwentarz zabytków powiatu jasielskiego. Z rękopisów Autora wydali i własnymi komentarzami opatrzyli Piotr i Tadeusz Łopatkiewiczowie, Kraków 2001, ss. 238, wyd. Muzeum Narodowe w Krakowie, ISBN 83-87312-72-X (współautor – Piotr Łopatkiewicz)
- Stanisława Tomkowicza Inwentarz zabytków powiatu krośnieńskiego. Z rękopisów Autora wydali i własnymi komentarzami opatrzyli Piotr i Tadeusz Łopatkiewiczowie, Kraków 2005, ss. 422, wyd. Muzeum Narodowe w Krakowie, ISBN 83-87312-92-4 (współautor – Piotr Łopatkiewicz).
- Stanisława Tomkowicza Inwentarz zabytków powiatu sądeckiego. Z rękopisów Autora wydali i własnymi komentarzami opatrzyli Piotr i Tadeusz Łopatkiewiczowie, Kraków 2007, t 1. i 2, ss. 806, wyd. Muzeum Narodowe w Krakowie, ISBN 978-83-89424-71-6 (współautor – Piotr Łopatkiewicz).
- Naukowo-artystyczna wycieczka w Sądeckie z 1889 roku na tle zabytkoznawczej działalności Władysława Łuszczkiewicza i uczniów krakowskiej Szkoły Sztuk Pięknych, „Biblioteka Rocznika Sądeckiego”, t. 1, Nowy Sącz 2008, ss. 138, wyd. Prezydent Miasta Nowego Sącza i Polskie Towarzystwo Historyczne Oddział w Nowym Sączu, ISBN 978-83-908899-7-9.
- Stanisława Tomkowicza Inwentarz zabytków powiatu limanowskiego. Z rękopisów Autora wydali i własnymi komentarzami opatrzyli Piotr i Tadeusz Łopatkiewiczowie, Kraków 2008, ss. 358, wyd. Muzeum Narodowe w Krakowie, ISBN 978-83-7581-020-2 (współautor – Piotr Łopatkiewicz).
- Karykatury z teki Stanisława Kochanka. „Podkarpacie” 1970–1973, Krosno 2011, ss. 228, il., indeksy, bibliogr., wyd. Stowarzyszenie Miłośników Ziemi Krośnieńskiej, ISBN 978-83-910572-2-3.
- Ikonografia Starego i Nowego Sącza, red. E. Ross-Pazdyk, B. Szafran, Nowy Sącz 2012, ss. 200, il. 158. Wydało Muzeum Ziemi Sądeckiej. Autorzy haseł katalogowych: A. Florek, T. Łopatkiewicz, M. Marcinkowska, E. Ross-Pazdyk, B. Szafran, S. Stompel, R. Ślusarek. ISBN 978-83-89989-54-3.
- Jan Zych (1931–1995). Przywracanie pamięci, red. T. Łopatkiewicz, Krosno 2015, Wydawnictwo Ruthenus, ss. 224, ISBN 978-83-7530-366-7 (współautor – Bożena Gruszka).
- Szkicownik Stanisława Wyspiańskiego z naukowo-artystycznej wycieczki w Opoczyńskie z roku 1888, „Szkicowniki uczniów krakowskiej Szkoły Sztuk Pięknych z naukowo-artystycznych wycieczek Władysława Łuszczkiewicza (1888–1891)”, t. 1, z. 1, Kraków 2018, ss. 120, wydało Muzeum Narodowe w Krakowie, ISBN 978-83-7581-257-2 (współautor – Piotr Łopatkiewicz).
- Szkicownik Stanisława Wyspiańskiego z naukowo-artystycznej wycieczki w Sądeckie, Gorlickie i Grybowskie z roku 1889, „Szkicowniki uczniów krakowskiej Szkoły Sztuk Pięknych z naukowo-artystycznych wycieczek Władysława Łuszczkiewicza (1888–1891)”, t. 2, z. 1, Kraków 2018, ss. 308, wydało Muzeum Narodowe w Krakowie, ISBN 978-83-7581-258-9 (współautor – Piotr Łopatkiewicz).
- Szkicowniki Stanisława Wyspiańskiego z naukowo-artystycznej wycieczki w Grybowskie, Sądeckie i Tarnowskie z roku 1889, „Szkicowniki uczniów krakowskiej Szkoły Sztuk Pięknych z naukowo-artystycznych wycieczek Władysława Łuszczkiewicza (1888–1891)”, t. 2, z. 2-3, Kraków 2021, ss. 492, wydało Muzeum Narodowe w Krakowie, ISBN 978-83-7581-369-2 (współautor – Piotr Łopatkiewicz).
- Najwcześniejsze relacje konserwatorskie o zabytkach Krosna i powiatu oraz ich autor Ludwik Mieczysław Lubicz Potocki (1810–1878), Bibliotheca Pigoniana, t. 7, Krosno 2022, ss. 385, wydała Karpacka Państwowa Uczelnia w Krośnie, ISBN 978-83-64457-72-2.

Artykuły naukowe:
- Małe formy architektury sakralnej jako przedmiot zainteresowań poznawczych, „Lud”, t. 67, 1983, s. 219–233.
- In memoriam. Stanisław Witkoś (1902-1982). „Materiały Muzeum Budownictwa Ludowego w Sanoku”. 28, s. 169-170, 1984..
- Ośrodki kamieniarstwa ludowego na Łemkowszczyźnie Środkowej, „Polska Sztuka Ludowa”, R. 30, 1985, nr 3–4, s. 177–186.
- Osiemnastowieczne zabudowania paulińskiego folwarku w Długiem, „Studia Claromontana”, t. 16, 1996, s. 365–378.
- O nieznanej kolekcji dziewiętnastowiecznych listów chłopskich z Podhala i Spisza, „Materiały Muzeum Budownictwa Ludowego w Sanoku”, 1996 nr 33, s. 137–175.
- Zabytkowe założenia zieleni. Z problematyki ochrony i utrzymania, [w:] Dzieje Podkarpacia, t. 1, 1996, s. 87–94.
- Kościół farny w Krośnie – najstarsza nekropolia miasta, [w:] Kościół farny w Krośnie – pomnik kultury artystycznej miasta. Materiały z sesji naukowej Krosno, listopad 1996, Krosno 1997, s. 141–162.
- Nad osiemnastowiecznym planem kościoła i klasztoru franciszkańskiego w Krośnie – uwag kilka, [w:] Kościół i klasztor franciszkański w Krośnie – przeszłość oraz dziedzictwo kulturowe. Materiały z sesji naukowej Krosno, listopad 1997, Krosno 1998, s. 89–108.
- O nieznanej kolekcji dziewiętnastowiecznych listów chłopskich ze Spisza, [w:] Otwarte regiony Europy Środkowo-Wschodniej. Spisz – wielokulturowe dziedzictwo, pod red. A. Kroha, Sejny 2000, s. 43–58.
- Paulińskie folwarki w Długiem i Żarnowcu – nieznane karty XVIII-wiecznej historii gospodarczej regionu krośnieńskiego, [w:] Krosno. Studia z dziejów miasta i regionu, t. 4, Krosno, 2002, s. 81–165.
- Szkicowniki z wycieczek Władysława Łuszczkiewicza z uczniami krakowskiej Szkoły Sztuk Pięknych. Fakty znane i nieznane, „Sprawozdania z Czynności i Posiedzeń Polskiej Akademii Umiejętności”, t. 67, 2003, s. 106–109.
- Narysowane w Jaśle. Epizod z wycieczki studentów krakowskiej Szkoły Sztuk Pięknych latem 1891 roku, [w:] „Na świadectwo ducha religijnego...”. Z dziejów powstania, odbudowy i konserwacji kościoła farnego w Jaśle. Materiały z sesji Jasło 20 września 2002, pod red. A. Laskowskiego, Jasło 2004, s. 197–211.
- Kolekcja szkicowników uczniów krakowskiej Szkoły Sztuk Pięknych w zbiorach Muzeum Uniwersytetu Jagiellońskiego. Nieznane rysunki S. Wyspiańskiego, J. Mehoffera i innych z wycieczek z W. Łuszczkiewiczem w latach 1888–1892, „Zeszyty Naukowe Uniwersytetu Jagiellońskiego”, MCCLXXVII, „Opuscula Musealia”, 2005, t. 14, s. 41–88.
- Stanisława Tomkowicza curriculum vitae, [w:] Stanisława Tomkowicza Inwentarz zabytków powiatu krośnieńskiego. Z rękopisów Autora wydali i własnymi komentarzami opatrzyli Piotr i Tadeusz Łopatkiewiczowie, Kraków 2005, s. 3–14.
- Rogi w Krośnieńskiem. Przystanek w podróży zabytkoznawczej Stanisława Tomkowicza po Podkarpaciu w roku 1893, [w:] „Żeby wiedzieć”. Studia dedykowane Helenie Małkiewiczównie”, Kraków 2008, s. 303–318.
- Muszyna w zainteresowaniach zabytkoznawczych Stanisława Tomkowicza, „Almanach Muszyny”, 2008, s. 17–31.
- Zabytkoznawcze aspekty naukowo-artystycznych wycieczek Władysława Łuszczkiewicza z uczniami krakowskiej Szkoły Sztuk Pięknych (1888–1893). Uwagi na marginesie edycji rękopiśmiennych inwentarzy zabytków Stanisława Tomkowicza, [w:] Sztuka i podróżowanie. Studia teoretyczne i historyczno-artystyczne, pod red. P. Krasnego i D. Ziarkowskiego, Kraków 2009, s. 191–210.
- Kolegiata sądecka w rysunkach uczestników naukowo-artystycznej wycieczki po Sądecczyźnie w roku 1889, „Almanach Sądecki”, R. 18, 2009, nr 1/2 (66/67), s. 61–87.
- Profesor Roman Reinfuss – pionier badań nad ludową rzeźbą kamienną w Polsce, [w:] Profesor Roman Reinfuss badacz historii i kultury ludowej – w setną rocznicę urodzin. Muzeum Dwory Karwacjanów i Gładyszów w Gorlicach, 27 maja 2010 roku. Materiały pokonferencyjne, Gorlice 2010, s. 127–141.
- Śladami zapomnianej wycieczki. Studenci krakowskiej Szkoły Sztuk Pięknych w Krośnieńskiem A.D. 1890, [w:] Krosno. Studia z dziejów miasta i regionu, t. 5, Krosno 2010, s. 389–438.
- Franciszkanie i konserwatorzy. Ze źródeł do dziejów restauracji zabytków krośnieńskiego konwentu franciszkańskiego w dobie autonomii galicyjskiej, [w:] Krosno. Studia z dziejów miasta i regionu, t. 6, Krosno 2012, s. 111–190.
- Kościół Św. Marcina w Krościenku Wyżnym – jakim go widział Stanisław Tomkowicz, [w:] Krosno. Studia z dziejów miasta i regionu, t. 6, Krosno 2012, s. 235–261.
- Dziewiętnastowieczna ikonografia kościoła Świętej Trójcy w Krośnie, [w:] Kościół parafialny Świętej Trójcy w Krośnie w panoramie dziejów miasta. Materiały z konferencji naukowej zorganizowanej w 500 rocznicę konsekracji kościoła, przeprowadzonej przez Macieja Drzewickiego w 1512 roku, pod red. P. Łopatkiewicza, „Prace Naukowo-Dydaktyczne Państwowej Wyższej Szkoły Zawodowej im. Stanisława Pigonia w Krośnie”, 2012, z. 58, s. 161–194.
- Zaplecze surowcowe ludowego ośrodka kamieniarskiego w Bartnem na Łemkowszczyźnie Środkowej, „Materiały Muzeum Budownictwa Ludowego w Sanoku”, nr 38, 2013, s. 67–98.
- Relikty rycerskiego fortalicjum Czarnockich w Rogach koło Krosna, [w:] Zamki w Karpatach, Krosno 2014, s. 125–142.
- Rysunki zabytków Strzyżowa i Dobrzechowa na tle dorobku naukowo-artystycznej wycieczki Władysława Łuszczkiewicza z uczniami krakowskiej Szkoły Sztuk Pięknych w roku 1891, „Strzyżowski Rocznik Muzealny”, t. 2, 2016, s. 37–96.
- „Krosno. Studia z dziejów miasta i regionu”. Od monografii regionalnej do naukowego wydawnictwa ciągłego, „Almanach Muszyny”, 2016, s. 187–192.
- Dziewiętnastowieczna ikonografia kościoła Świętej Trójcy w Krośnie, [w:] Krosno. Studia z dziejów miasta i regionu, pod red. F. Leśniaka, t. 7, Krosno 2016, s. 137–190.
- Tradycyjna obróbka kamienia i ludowe rzemiosło kamieniarskie w Bartnem. Twórcy i dzieła, [w:]: Богдан Горбаль, Бортне – Село з Каміня, t. 1, [Москва]-Higganum, Connecticut, 2017, s. 367–441. [Bogdan Horbal, Bortne – selo z kaminia, The Carpathian Institute, Higganum, Connecticut, 2017, s. 367–441].
- „Krosno. Studia z dziejów miasta i regionu”. Od monografii regionalnej do naukowego wydawnictwa ciągłego, [w:] Krosno. Studia z dziejów miasta i regionu, pod red. F. Leśniaka i T. Łopatkiewicza, t. 8, Krosno 2018, s. 59–79.
- Jan II Kazimierz Waza w Krośnie. Dyskurs historyczny versus kultura masowa, [w:] Robert Wojciech Portius – krośnieński mieszczanin, kupiec i fundator. Studia z dziejów diaspory szkockiej na ziemiach Rzeczypospolitej oraz relacji polsko-węgierskich w dobie nowożytnej, pod red. P. Łopatkiewicza, G. Przebindy, W. Witalisza, „Biblioteka Pigoniana”, t. 2, Krosno 2019, s. 91–110.
- O najwcześniejszym portrecie własnym Stanisława Wyspiańskiego i mankamentach takiej identyfikacji, „Folia Historiae Artium”, Seria Nowa, t. 18, 2020, s. 61-70.
- Zagroda rodzinna Stanisława Pigonia w Komborni. Studium etnograficzne, „Studia Pigoniana. Rocznik Karpackiej Państwowej Uczelni im. Stanisława Pigonia w Krośnie”, nr 3, 2020, s. 205-238.
- Jan Zych (1931-1995). Dwadzieścia lat życia między Korczyną a Krosnem, [w:] Literackie Krosno, pod red. J. Kułakowskiej-Lis i P. Łopatkiewicza, „Bibliotheka Pigoniana”, t. 4, Krosno 2020, s. 216-283, ISBN 978-83-64457-63-0.
- O zabytkoznawczych rezultatach wycieczki Stanisława Wyspiańskiego i Józefa Mehoffera do Krużlowej Wyżnej w sierpniu roku 1889, „Studia Pigoniana. Rocznik Karpackiej Państwowej Uczelni im. Stanisława Pigonia w Krośnie”, nr 4, 2021, s. 155-182.
- O książkach rysunkowych Stanisława Wyspiańskiego, [w:] O miejsce książki w historii sztuki, cz. 3, Sztuka książki około 1900. W 150. rocznicę urodzin Stanisława Wyspiańskiego, red. A. Gronek, Kraków 2022, s. 45-68.
- „Najmuję furę, jadę do Nawojowéj”. Logistyka naukowo-artystycznej wycieczki Stanisława Wyspiańskiego latem 1889 roku, [w:] Praxis sine teoria. Księga pamiątkowa poświęcona pamięci Profesora Adama Małkiewicza, red. A. Betlej, A. Dworzak, Kraków 2022, s. 103-111.
- Alojzy Leszek Cabała, [w:] Etnografowie i ludoznawcy polscy. Sylwetki, szkice biograficzne, pod red. K. Ceklarz i J. Święcha, t. 7, Wrocław 2023, s. 42–45.
- O dwóch pobytach Stanisława Wyspiańskiego na Łemkowszczyźnie,„Studia Pigoniana. Rocznik Państwowej Akademii Nauk Stosowanych w Krośnie", nr 6, 2023, s. 49–86.
- Z badań nad ludowymi rzeźbami kamiennymi Matki Boskiej z Dzieciątkiem na Łemkowszczyźnie Środkowej oraz ich domniemanym twórcą, „Rocznik Ruskiej Bursy”, R. 19, 2023, s. 129–156.
- Rysunki chrzcielnic i kropielnic w inwentaryzacyjnym dorobku Stanisława Wyspiańskiego, „Studia Pigoniana. Rocznik Państwowej Akademii Nauk Stosowanych w Krośnie", 2024, nr 7, s. 77–103.

## Nagrody
- 1982 – Nagroda Polskiej Akademii Nauk za pracę magisterską „Małe formy architektury sakralnej w łemkowskich wsiach Beskidu Niskiego”, promotor prof. dr Józef Burszta
- 1998 – Nagroda I stopnia im. Franciszka Kotuli „w uznaniu zasług i wybitnego dorobku kultury i sztuki – wielkiej pasji życiowej i twórczej”
- 1998 – Medal Franciszka Kotuli za książkę „Z Lendaku i Maniów. Chłopskie listy z końca XIX wieku”
- 2001 – I Nagroda Miasta Jasła za osiągnięcia w dziedzinie twórczości artystycznej i naukowej oraz upowszechniania kultury w roku 2001
- 2007 – Nagroda Prezydenta Miasta Krosna za osiągnięcia w dziedzinie kultury
- 2008 – Nagroda Starosty Powiatu Nowosądeckiego Srebrne Jabłko Sądeckie za pracę „Stanisława Tomkowicza inwentarz zabytków powiatu sądeckiego” i wkład w promocję Ziemi Sądeckiej
- 2008 – Honorowa Nagroda „Sądecczyzna im. Szczęsnego Morawskiego” za najlepszą publikację dotyczącą dziejów i kultury Sądecczyzny w roku 2008 – wydanie rękopisów i opatrzenie komentarzami dzieła „Stanisława Tomkowicza inwentarz zabytków powiatu sądeckiego”
- 2008 – Srebrny Krzyż Zasługi
- 2008 – Nagroda im. Prof. dra Jerzego Z. Łozińskiego za prace naukowe z historii sztuki polskiej ze szczególnym uwzględnieniem prac o charakterze dokumentacyjnym i katalogowym – przyznana przez Zarząd Główny Stowarzyszenia Historyków Sztuki za naukowe i edytorskie opracowanie cennych dla kolejnych pokoleń badaczy rękopiśmiennych inwentarzy zabytków powiatów: jasielskiego, krośnieńskiego i sądeckiego, sporządzonych przez Stanisława Tomkowicza na przełomie XIX i XX wieku, wydanych przez Muzeum Narodowe w Krakowie, [wespół z Piotrem Łopatkiewiczem]
- 2019 – Nagroda Starosty Powiatu Nowosądeckiego Złote Jabłko Sądeckie w podziękowaniu za twórczy wkład w upowszechnianie wiedzy o historii Sądecczyzny i Sądeczan w publikacji „Szkicownik Stanisława Wyspiańskiego z naukowo-artystycznej wycieczki w Sądeckie, Gorlickie i Grybowskie z roku 1889”
- 2019 – Honorowa Nagroda „Sądecczyzna im. Szczęsnego Morawskiego” za najlepszą publikację dotyczącą dziejów i kultury Sądecczyzny w roku 2018 – za wydanie z rękopisów i opatrzenie komentarzami dzieła „Szkicownik Stanisława Wyspiańskiego z naukowo-artystycznej wycieczki w Sądeckie, Gorlickie i Grybowskie z roku 1889”
- 2023 – Nagroda Prezydenta Miasta Krosna za szczególne osiągnięcia w dziedzinie twórczości artystycznej, upowszechniania kultury i dziedzictwa kulturowego w kategorii: za wybitne osiągnięcia – książkę Najwcześniejsze relacje konserwatorskie o zabytkach Krosna i powiatu oraz ich autor Ludwik Mieczysław Lubicz Potocki (1810-1878)[20]